# مريمية قرمزية
المريمية القرمزية،  هي نبات معمر مقاوم موطنه الأصلي البرازيل، ينمو في الطبيعة على ارتفاعات 2,000 إلى 3,000 م (6,600 إلى 9,800 قدم) حيث يكون الطقس دافئًا طيلة السنة مع نسبة رطوبة مرتفعة. الشكل البري لهذا النبات يكون طويلا ونادرًا ما يُرى في الزراعة، حيث يصل طوله إلى 1.3 م (4.3 قدم) . تحظى الأصناف الأصغر حجمًا بشعبية كبيرة كنباتات زينة، حيث يمكن رؤيتها في مراكز التسوق والحدائق العامة في جميع أنحاء العالم.  

## التصنيف
تم وصف نبات المريمية القرمزية وتسميته لأول مرة في عام 1822. أطلق عليه في ذلك الوقت الاسم الشائع "حكيم لي القرمزي". قبل اختيار النبات ليصبح قزميا لأول مرة، وأطلق عليه "فان هوتي" والذي مازال يحظى بشعبية. 

## وصف

مهرجان الزهور، تايتشونغ، تايوان

نادرًا ما يتم استخدام النوع الأصلي أو وصفه، على الرغم من أنه نما ليصل إلى ارتفاع من 1.5 إلى 8 م (4.9 إلى 26.2 قدم) .[بحاجة لمصدر] أوراقها مرتبة بشكل بيضاوي متساوي تيبلغ 7 × 5 سم، مع هامش مسنن وأعناق طويلة. وقد يتفرع بحيث تكون الفروع العلوية مشعرة بشكل ناعم والأجزاء السفلية خالية من الشعر. تخرج سنابل منتصبة من الزهور من وسط النبات في مجموعات من 2 إلى 6 من كل عقدة ورقة، وتكون أنبوبية أو على شكل جرس، تبلغ في طولها 35  13 مم، مع فصين باتجاه القمة بطول 13 مم. تزهر في جزء كبير من الصيف والخريف.

## زراعة
يتم زراعته على نطاق واسع باعتباره نبات زينة ، مع وجود عدد كبير من الأصناف المختارة بألوان مختلفة من الأبيض إلى الأرجواني الداكن. هو نوع شبه استوائي لا يتحمل درجات الحرارة المتجمدة، ولكن يمكن أن ينمو في المناخات الباردة كنبات حولي . الاختيارات الأكثر شيوعًا هي الأحجام القزمة التي تحمل أسماء مثل "سيزلر" و "صلصة"، ويتم زراعتها بشكل جماعي في الحدائق ومراكز التسوق. يصل "فان هوتي" إلى 1 إلى 1.3 م (3.3 إلى 4.3 قدم) في الارتفاع. عادةً ما تحتوي الأنواع المختلفة على أزهار حمراء. 

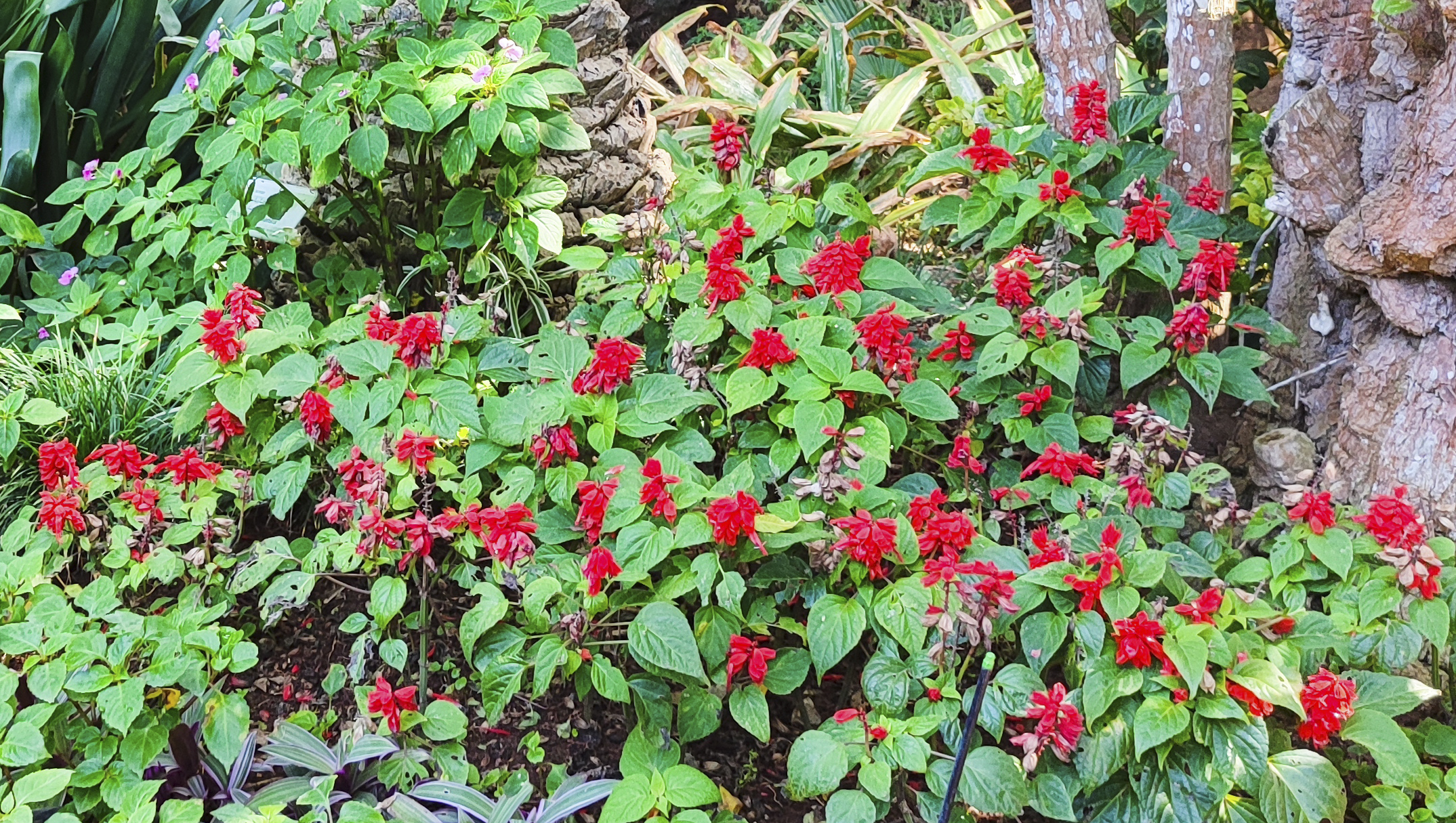
مريمية قرمزية من الحدائق العجيبة لبوقنادل

### الأصناف
تشمل الأصناف المذكورة ما يلي:
- سالڤيا سبليندينز 'ألبا' – بأزهار بيضاء.
- 'أتروبوربوريا' – بأزهار ذات لون بنفسجي داكن إلى أرجواني.
- 'أتروسانجوينيا' – أزهارها حمراء داكنة.
- 'ثنائي اللون' – بأزهار بيضاء وحمراء.
- 'بروانتيي' – صنف صغير، بأزهار حمراء.
- 'كومباكتا' – صنف صغير، أزهاره كثيفة في عناقيد، بيضاء أو حمراء.
- 'جرانديفلورا' – صنف كبير الحجم، بأزهار حمراء كبيرة.
- 'آيسانشون' – صنف صغير، بأزهار بيضاء مخططة باللون الوردي إلى الأحمر.
- 'نانا' – صنف مبكر الإزهار، بأزهار حمراء.
- 'سكارليت بيغمي' – سلالة بذور قزمة جدًا، تزهر مبكرًا بأزهار قرمزية كثيفة.
- 'سيمبيرفلورينز' – صنف يتميز بالإزهار المستمر.
- 'سوشيتي' – صنف صغير، بأزهار بيضاء أو حمراء.
- 'ستريت "فاير جون"' – نباتات قزمة ذات أزهار قرمزية كثيفة وفيرة، تزهر مبكرًا وتدوم طويلًا.
- 'فيولاسيا' – أزهارها بنفسجية داكنة إلى أرجوانية.[5]

## روابط خارجية
- جامعة كاليفورنيا، بيركلي: ملاحظات حول نبات المريمية الرائعة
- مقابلة مع دانييل سيبرت حول S. splendens و S. divinorum